# College Place
College Place – miasto w Stanach Zjednoczonych, w stanie Waszyngton, w hrabstwie Walla Walla.